# Bernhard von Beck (Mediziner, 1821)

Bernhard von Beck

Bernhard Oktav Beck, seit 1884 von Beck (* 27. Oktober 1821 in Freiburg im Breisgau; † 10. September 1894 ebenda) war ein deutscher Chirurg und Sanitätsoffizier.

## Leben
Bernhard Beck entstammte einer aus dem Allgäu kommenden Familie, die mit dem Landwirt Peter Beck (1657–1752) in Rottach bei Immenstadt die direkte Stammreihe beginnt. Sein Vater ist der Freiburger Hochschullehrer und Prorektor der Universität Freiburg Karl Joseph Beck.
Beck studierte Philosophie und Medizin an der Universität Wien, der Friedrich-Wilhelms-Universität zu Berlin und der Sorbonne. Er machte seinen Abschluss an der Albert-Ludwigs-Universität Freiburg. Seit 1841 war er Mitglied des Corps Rhenania Freiburg (sp. Ehrenmitglied) und des Corps Suevia Heidelberg. Am 10. Februar 1844 wurde er in Freiburg promoviert. Noch im selben Jahr wurde er als Assistent an seiner Freiburger Universität übernommen, wurde dort 1845 Privatdozent und 1848 a.o. Professor für Chirurgie und Geburtshilfe. Im Jahr 1849 wurde Beck Regimentsoberarzt, war in den Jahren 1850 bis 1858 Truppenarzt in Rastatt und wurde 1858 Truppenarzt in Freiburg. Von 1871 bis 1887 war er schließlich preußischer Generalarzt und Korpsarzt des XIV. Armee-Korps in Karlsruhe.
Aufgrund seiner Verdienste wurde er zum großherzoglich badischen Geheimrat 1. Klasse mit der Anrede Exzellenz ernannt und mit dem Ritterkreuz des Militär-Karl-Friedrich-Verdienstordens ausgezeichnet. Am 4. Februar 1884 wurde er in Karlsruhe in den erblichen badischen Adelsstand erhoben; die preußische Genehmigung folgte am 10. März 1884 aus Berlin.
Beck heiratete in erster Ehe am 19. März 1846 in Freiburg Elise Gaeß (1824–1858). Aus dieser ersten Ehe stammten u. a. die beiden preußischen Generalleutnante Ferdinand (1850–1933) und Richard von Beck (1851–1909). Nach dem Tod seiner ersten Ehefrau heiratete er in zweiter Ehe am 25. April 1861 im Freiburger Münster Mathilde Freiin von und zu Bodman (1837–1871), die Tochter des Heinrich Freiherr von Bodman und der Elise Shone (1811–1891). Aus dieser zweiten Ehe stammte u. a. der Direktor des Karlsruher Krankenhauses Bernhard von Beck (1863–1930). Nach dem Tod seiner zweiten Ehefrau heiratete Beck schließlich in dritter Ehe am 22. August 1876 in Karlsruhe Helene Freiin von Stengel (1841–1880).

## Schriften
- Die Schädelverletzungen. Fr. Wagner’sche Buchhandlung, Freiburg im Breisgau 1865.
- Kriegschirurgische Erfahrungen, während des Feldzugs 1866 in Süddeutschland gesammelt. Freiburg im Breisgau 1867 (online bei der Bayerischen Staatsbibliothek).
- Chirurgie der Schußverletzungen. Freiburg im Breisgau 1872.
- Über die Wirkung moderner Gewehrprojektile, insbesondere der Lorenzschen verschmolzenen Panzergeschosse, auf den tierischen Körper. Leipzig 1885.